# توماس مان
توماس مان (به آلمانی: Thomas Mann) (زاده ۶ ژوئن ۱۸۷۵ در لوبک – درگذشته ۱۲ اوت ۱۹۵۵ در زوریخ) نویسنده آلمانی بود که در سال ۱۹۲۹ برنده جایزه نوبل ادبیات شد.

## آغاز زندگی

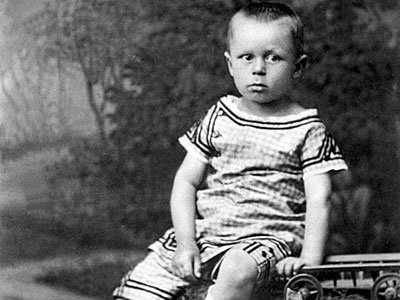
مان در ۶ سالگی ۱۸۸۱

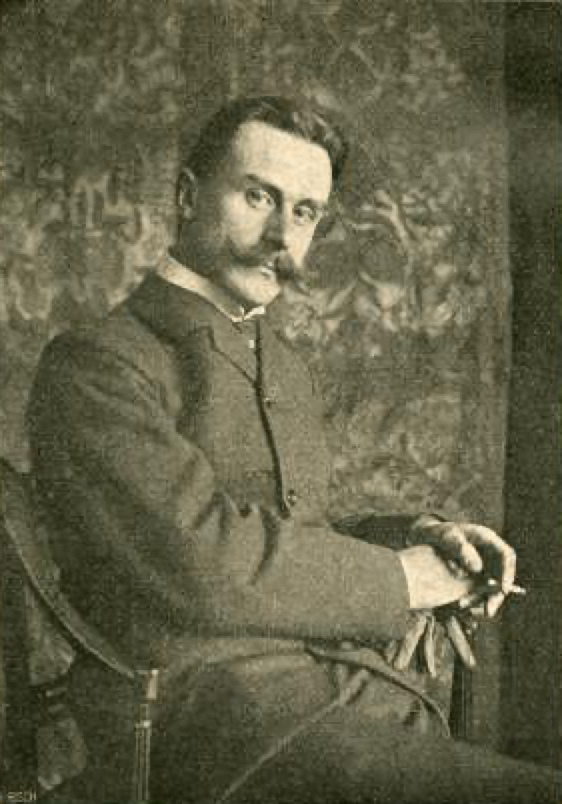
مان در اوایل دوره نویسندگی

توماس مان در روز ۶ ژوئن ۱۸۷۵ در شهر لوبک آلمان زاده شد. پدر او، بازرگان غلات بود که بعدها به مقام سناتوری شهر لوبک رسید. مادر مان برزیلی با نسب پرتغالی و آلمانی بود. او تحصیلاتش را تا ۱۹ سالگی در لوبک گذراند و پس از مرگ پدرش همراه خانواده‌اش راهی مونیخ شد. در آنجا وارد یک شرکت بیمه شد و توانست نخستین اثر خود، افتاده‌ها، را به پایان برساند. در همان زمان وارد دانشگاه لودویگ ماکسیمیلیان مونیخ شد و رشته‌های تاریخ و ادبیات و اقتصاد سیاسی را دنبال کرد.
توماس مان در سال ۱۸۹۷ همراه برادرش هاینریش مان به رم رفت و در همان سال، نگارش کتاب بودنبروک‌ها را آغاز کرد که در سال ۱۹۰۱ آن را چاپ رساند و شهرت زیادی بدست آورد. توماس در سال ۱۹۰۵ با کاتیا پرینگسهایم دختر یکی از استادان دانشگاه مونیخ ازدواج کرد.
در این مدت چند اثر دیگر از او، مانند تریستان، گرسنگان، تونیو کروگر، ساعت دشوار، در آینه، والاحضرت، فونتان پیر، شامیسو و مرگ در ونیز انتشار یافتند. در سال ۱۹۲۴ کتاب کوه جادو را منتشر کرد که باعث شد آوازه او دو چندان شود. توماس مان در فاصله سال‌های ۱۹۲۲ تا ۱۹۲۶ کتاب‌های گوته و تولستوی، گفتار و پاسخ، تلاش‌ها، یادداشت‌های پاریس را نوشت. در سال ۱۹۲۹ جایزه نوبل ادبیات به او اهدا شد. توماس مان سومین نویسنده آلمانی بود که این جایزه را به دست آورد.

## رایش سوم

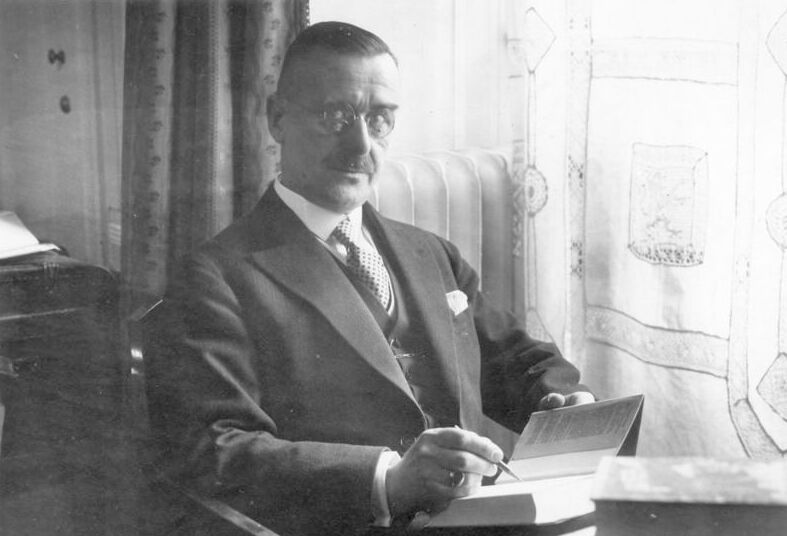
در سال ۱۹۲۹

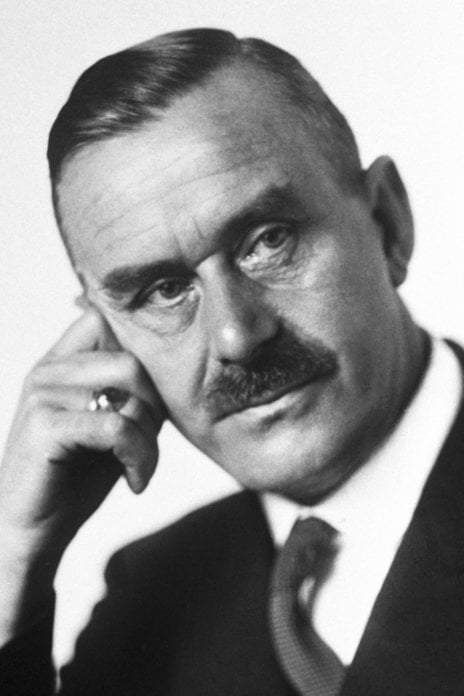
توماس مان در سال ۱۹۲۹

توماس مان از نخستین روشنفکران آلمانی بود که پس از روی کار آمدن حزب ناسیونال سوسیالیست کارگران آلمان، نسبت به فجایع احتمالی توسط رایش سوم هشدار داد. او در یک سخنرانی در سالن بتهوون در برلین در سال ۱۹۳۰ که در تاریخ آلمان با عنوان «خطابهٔ آلمانی» ثبت شد طرفداران آدولف هیتلر را «بربر» خطاب کرد و از مواضع ضد انسانی و نژادپرستانه حزب نازی انتقاد کرد. به دنبال این سخنرانی، نام توماس مان در فهرست سیاه سرویس‌های امنیتی رایش سوم قرار گرفته بود.
هنگامیکه حزب نازی در ۱۹۳۲ به قدرت رسید توماس مان در سفری اروپایی برای اجرای سخنرانی‌های ادبی در دانشگاه‌های گوناگون بود. توماس مان برای اینکه بتواند دوباره به خانه خود در مونیخ بازگردد و برای حفظ شرایط مالی، مجبور شد جانب احتیاط را بگیرد و لحن جسارت های خود را ملایم‌تر کرد. این سیاست، مورد انتقاد اطرافیان و حتی خانواده خود او قرار گرفت. در سال ۱۹۳۳ رایش سوم، توماس مان را مورد تعقیب قرار داد و ناچار از آلمان به سوئیس رفت. توماس مان در سال ۱۹۳۵ با وجود مخالفت دوستانش تلاش کرد به آلمان بازگردد. اما به دلیل خواست دو فرزندش اریکا و کلاوس از این تصمیم منصرف شد. سرانجام توماس مان، با پافشاری دخترش، اریکا سکوت و تردید را کنار گذاشت و در ۳ فوریه ۱۹۳۶ به انتقاد صریح از حزب نازی پرداخت. در واکنش، حزب نازی، تابعیت او را لغو کرد؛ بنابراین توماس مان مجبور به مهاجرت شد.

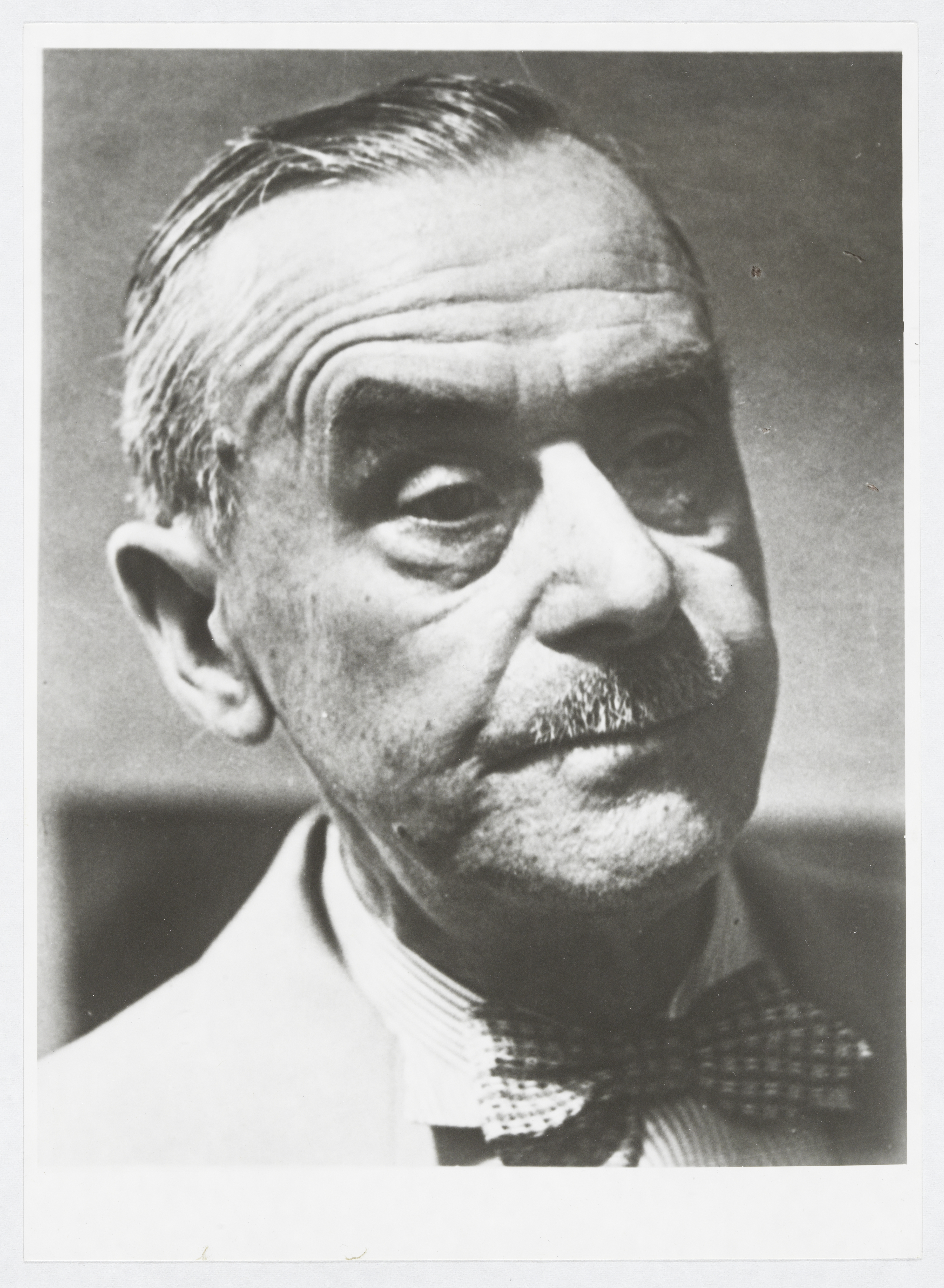
مان در سال ۱۹۴۴

## مهاجرت
توماس مان در فاصله سال‌های ۱۹۴۰ تا ۱۹۴۴ در رادیو صدای آمریکا برنامه اجرا می‌کرد. در سال ۱۹۵۲ به دنبال کارزار سیاسی کمیتهٔ ویژهٔ تفتیش عقاید کنگرهٔ ایالات متحده آمریکا در دوران مک‌کارتیسم، به دفاع از استالینیسم متهم و ناچار به ترک ایالات متحده آمریکا شد و به سوئیس رفت. توماس مان در سال ۱۹۵۲ در روستای کوچک ارلباخ در نزدیکی شهر زوریخ ساکن شد و تا پایان عمر را در همان‌جا گذراند.
او در سال ۱۹۴۹ در جشن ۲۰۰ سالگی یوهان ولفگانگ فون گوته پس از ۱۵ سال تبعید به آلمان بازگشت. در همان سال دولت آلمان شرقی جایزه ادبی گوته را به توماس مان اهدا کرد و دکترای افتخاری دانشگاه آکسفورد را بدست آورد. در ۱۹۵۳ دولت فرانسه نشان افتخار صلیب لژیون دونور را به او هدیه داد و دانشگاه کمبریج نیز دکترای افتخاری به او اعطا کرد.

## درگذشت
توماس مان سرانجام در روز ۱۲ اوت ۱۹۵۵ در پایان یک بیماری چندروزه و بر اثر بیماری قلبی در بیمارستان شهر زوریخ در میان جمعی از نزدیکانش درگذشت. دو ماه پیش از آن هشتادمین سال تولدش را جشن گرفته بود و سراسر اروپا با این مناسبت از او قدردانی کردند.

## برخی از آثار
- ۱۹۰۱: بودنبروک‌ها
- ۱۹۰۳: تریستان
- ۱۹۰۳: تونیو کروگر
- ۱۹۰۹: والاحضرت
- ۱۹۱۱: فلیکس کرول
- ۱۹۱۲: مرگ در ونیز
- ۱۹۱۸: مردی و سگش
- ۱۹۲۴: کوه جادو
- ۱۹۲۹: ماریو و ساحر برگردان
- ۱۹۳۰: خلاصه زندگی، احتیاجات روز، و ماریو و جادوگر
- ۱۹۳۲: گوته نماینده بورژوازی قدیم
- ۱۹۳۳: یوسف و برادرانش (رمان چهارگانه که از ۱۹۳۳ تا ۱۹۴۳ به نگارش درآمد و شامل تاریخ یعقوب، یوسف جوان، یوسف در مصر، و یوسف به دست آورنده است).
- ۱۹۳۳: تاریخ یعقوب، و رنجها و عظمت ریچارد واگنر
- ۱۹۳۴: یوسف جوان
- ۱۹۳۶: یوسف در مصر، و فروید و آینده
- ۱۹۳۸: شوپنهاور، اروپا هوشیار باش، و درباره پیروزی‌های آینده دموکراسی
- ۱۹۳۹: شارلوت در وایمار، مسئله آزادی
- ۱۹۴۳: یوسف به دست آورنده
- ۱۹۴۵: آلمان و آلمانی‌ها، قانون، و اصالت فکر
- ۱۹۴۷: دکتر فاستوس
- ۱۹۵۱: گناهکار مقدس
- ۱۹۵۴: قوی سیاه
- ۱۹۵۴: اعترافات فلیکس کرول، (این رمان ناتمام حاصل بسط داستان کوتاه فلیکس کرول است که در سال ۱۹۱۱ نوشته شد)